# Walter Flemming (Jurist)
Walter Flemming (* 15. Juni 1890 in Spechtshausen; † 3. April 1947 im Speziallager Nr. 1 Mühlberg) war ein deutscher Verwaltungsjurist und Oberbürgermeister von Glauchau.

## Leben
Als Sohn des Oberförsters Paul Flemming besuchte er das Wettiner Gymnasium in Dresden und trat 1910 ein Studium der Rechtswissenschaften, Volkswirtschaft und Finanzwissenschaft an der Universität Tübingen an, das er nach einer einjährigen Unterbrechung als Einjährig-Freiwilliger 1911 an den Universitäten Heidelberg und Leipzig bis 1914 fortsetzte. Nach Ausbruch des Ersten Weltkrieges erfolgte seine Einberufung zum Militärdienst, aus dem er als Leutnant der Reserve 1919 zurückkehrte. Danach setzte er das Studium fort, zwischenzeitlich hatte er 1917 seine Promotion zum Dr. jur. eingereicht. Das Thema seiner Dissertation lautete: Ausschluss des Ehegattenerbrechts aus Scheidungsgründen im materiellen Recht und Prozess.
Als Referendar war Walter Flemming an verschiedenen Amts- und Landgerichten tätig. 1921 erfolgte seine Ernennung zum Gerichtsassessor, 1922 wurde er erster juristischer Stadtrat und 1924 Bürgermeister in Glauchau.
Im Juni 1929 wurde er Mitglied des Museumsvereines. Nach dem Tod des bisherigen Oberbürgermeisters Ernst Otto Schimmel erfolgte die Wahl Flemmings zu dessen Nachfolger.
Während seiner Amtszeit wurden nach der „Machtergreifung“ der Nationalsozialisten 1933 in der Alten Polizeiwache, dem alten Rathaus von Glauchau, politische Gegner interniert und misshandelt. Im Juni 1933 empfing er den sächsischen Innenminister Karl Fritsch (NSDAP) mit einer Riesenkundgebung in der Stadthalle von Glauchau. Im Juli 1933 war er an der Verleihung der Ehrenbürgerwürde von Glauchau an den sächsischen Gauleiter und Reichsstatthalter Martin Mutschmann beteiligt, den er im Februar 1934 anlässlich eines Amtswalterappells in Glauchau persönlich begrüßen konnte.
Im Juli 1934 führten er und Vertreter der Stadt erfolgreiche Verhandlungen mit der Landesstelle Sachsen des Reichsministeriums für Volksaufklärung und Propaganda über die Errichtung eines Thingplatzes in Glauchau. Die Entwürfe dazu fertigten 1935 die Berliner Architekten Böhmer und Petrich. Im März 1935 nahm er an der Weihe der Gebietsführerschule der Hitlerjugend im Rahmen einer Bann- und Jungbannführertagung der Hitlerjugend im NSDAP-Gau Sachsen in Glauchau teil. Wenig später wurde in seinem Beisein in der Glauchauer Stadthalle die Ausstellung „Volk und Rasse“ des Dresdner Hygienemuseums feierlich eröffnet.
Im Juni 1936 nahm er der Einweihung des neuen Parteiheims der NSDAP-Ortsgruppe Glauchau durch Gauleiter Mutschmann teil, der gleichzeitig einen Gedenkstein zur Erinnerung an eine 1929 gehaltenen Rede Adolf Hitlers in Glauchau einweihte und den  ersten Spatenstich für eine neue Arbeitersiedlung in einem Glauchauer Vorort setzte. Einen Monat besuchte Robert Ley mehrere Betriebe in Sachsen. Für ihn wurde auf dem Marktplatz in Glauchau eine Massenkundgebung organisiert.
In den Jahren 1936/37 wurde der 40 Hektar große Glauchauer Stausee angelegt, um eine bessere Wasserqualität des Brauchwassers für die Industrie bereitstellen zu können. Verantwortlich war Flemming auch für den Bau der Glauchauer Umgehungsstraße, die parallel zur Flutrinne verläuft. 1940 veranlasste Walter Flemming die Eröffnung eines Museums im Schloss Hinterglauchau, in Räumen, die Joachim Graf von Schönburg-Glauchau zur Verfügung gestellt hatte. 1944 würdigte er Georgius Agricola anlässlich seines 450. Geburtstages durch eine Gedenkfeier im Alten Rittersaal des Glauchauer Schlosses.
Ihm zur Seite wurde 1937 als hauptamtlicher Stadtrat und zweiter Bürgermeister Herbert Müller, Ortsgruppenleiter der NSDAP, gestellt. Flemming selbst beantragte am 8. Juni 1937 die Aufnahme in die NSDAP und wurde rückwirkend zum 1. Mai desselben Jahres aufgenommen (Mitgliedsnummer 5.871.262). Er blieb bis Juni 1945 im Amt. Von der sowjetischen Besatzungsmacht wurde er in das Speziallager Nr. 1 nach Mühlberg/Elbe gebracht, wo er im April 1947 an Diabetes starb.

## Ehrungen
- Eisernes Kreuz I. und II. Klasse
- Verwundetenabzeichen
- Gedenkhinweis am Forstamt Spechtshausen
- 2016 wurde angeregt, in Glauchau eine Straße nach ihm zu benennen[4]